# Мотол
Мотол (чеш. Motol) — историческая местность, кадастровая территория и муниципальный район в составе административного округа Прага 5. Мотол находится в долине Мотолского ручья и граничит с муниципальными районами Ржепы, Бржевнов, Смихов, Коширже, Стодулки.

## История

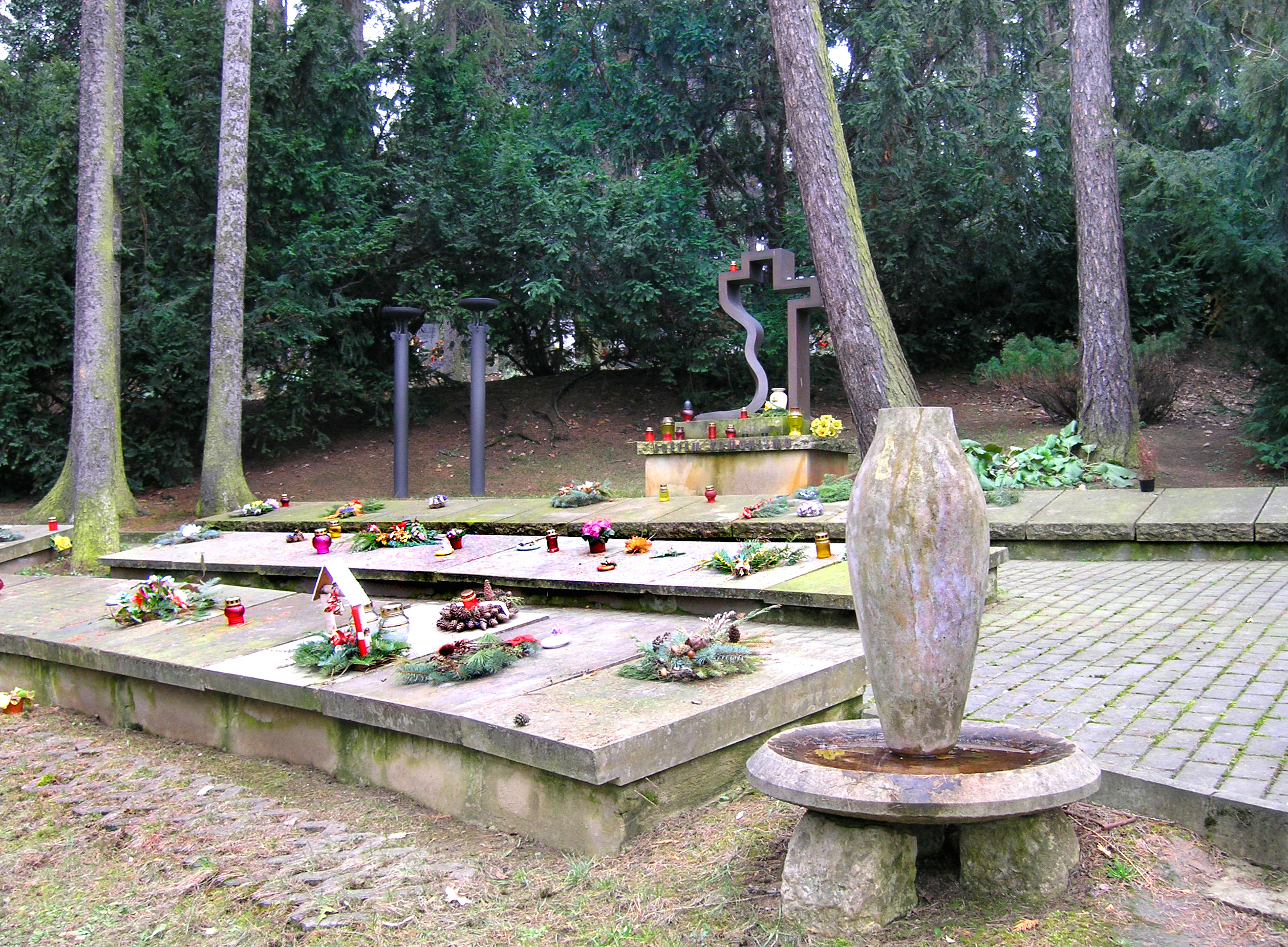
Памятник жертвам коммунизма в Мотоле.

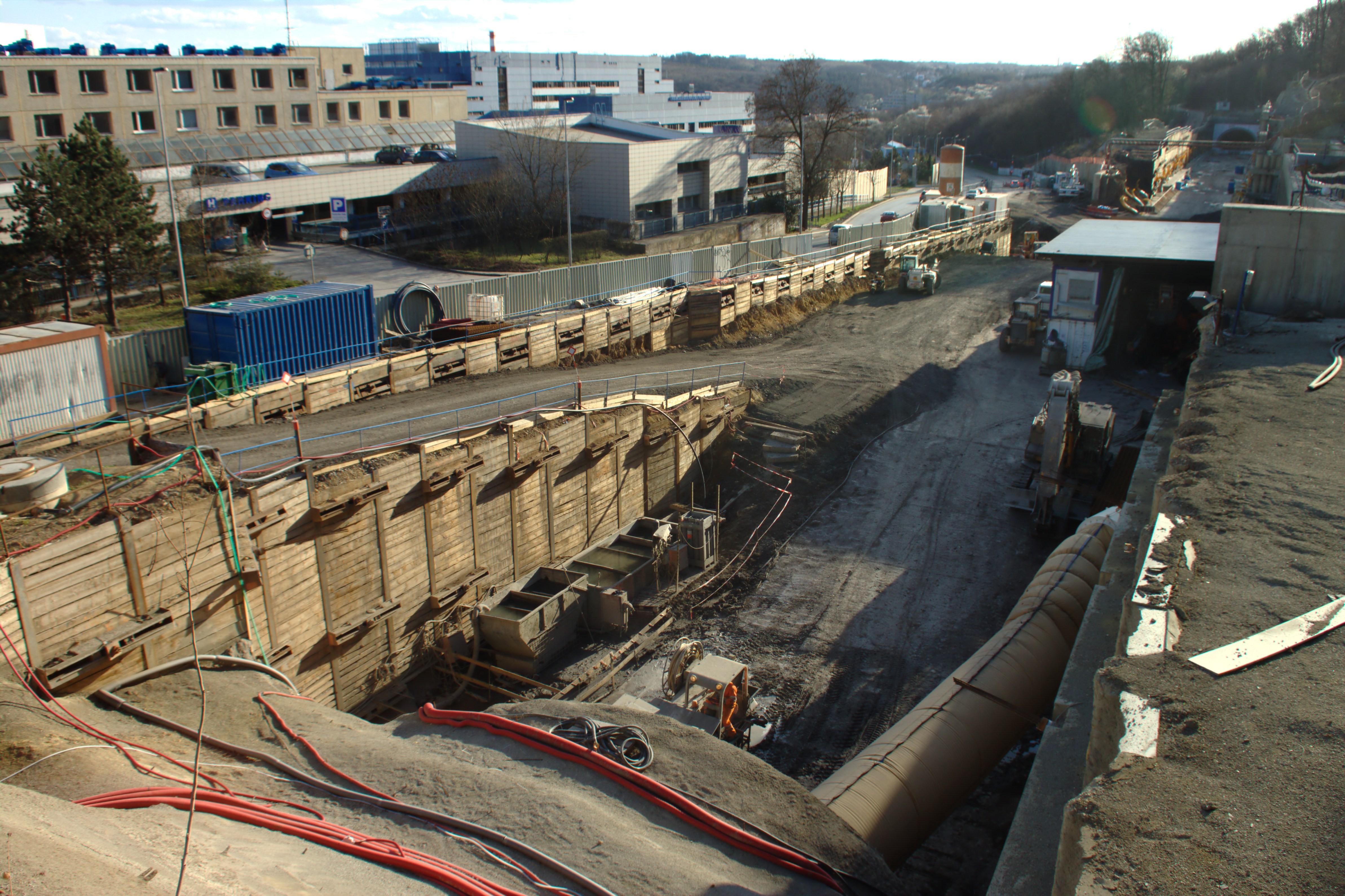
Строительство станции метро Немоцнице Мотол.

Поселение Мотол возникло в средние века: это была деревня, окруженная лугами. Происхождение названия точно не установлено; вероятно, оно берёт начало от имени Мотейл. Первое упоминание о деревне Мотол встречается в архивах 1146 года из монастыря Пласы. До прихода гуситов деревней управлял монастырь Св. Иржи, а часть Мотола принадлежала Страговскому монастырю.
В 1620 году по территории Мотола проходили армии, участвовавшие в битве на Белой Горе.
На южных склонах в окрестностях Мотола рос виноград. В XX веке производились попытки добычи каменного угля.
Мотол был включен в состав Праги в 1922 году как её пригород. В 1938 году в Мотол была проведена трамвайная линия и в районе было построено трамвайное депо. Во время немецкой оккупации Праги в Мотоле был построен военный госпиталь с обширными павильонами на первом этаже, на базе которого в 1945 году была учреждена Университетская клиника Мотол (Fakultní nemocnice v Motole). В 80-х годах прошлого века больница была расширена и приобрела современный вид.

## Транспорт
На территории Мотола раньше не было ни одной станции пражского метрополитена. Ближайшими к Мотолу станциями метро являлись станции Линии B от Андела на востоке до Нове Бутовице на юге. 6 апреля 2015 года на территории Мотола открылась станция Немоцнице Мотол Линии A. Запланированный ранее вариант продолжения линии метро через Ржепы до аэропорта в Рузине был отложен из-за недостатка финансирования.
Мотол является важным транспортным узлом для прилегающего района Ржепы и микрорайона Юго-западный город (район Стодулки). Основные трамвайные маршруты, проходящие в Мотоле, 4, 9, 10, 58 и 59. Основные маршруты трамваев проходят по улице Пльзеньской. Через Мотол проходят маршруты автобусов № 167, 174, 179, 184 и др. 